# Polar Opposite
Polar Opposite es el tercer EP de la banda australiana Sick Puppies. Publicado el 1 de marzo de 2011, en Virgin Records. Cuenta con versiones acústicas de muchas de sus canciones más conocidas, entre ellas " All the Same ".

## Lista de canciones
| N.º | Título                                             | Escritor(es)                | Duración |  |
| 1.  | «You're Going Down» (acoustic)                     | Anzai, Armato, James, Moore | 4:09     |  |
| 2.  | «Riptide» (acoustic)                               | Anzai, Armato, James, Moore | 3:21     |  |
| 3.  | «Maybe» (acoustic)                                 | Anzai, Frederiksen, Moore   | 3:30     |  |
| 4.  | «Odd One» (acoustic)                               | Anzai, Armato, James, Moore | 3:44     |  |
| 5.  | «Don't Walk Away» (acoustic)                       | Anzai, Frederiksen, Moore   | 3:42     |  |
| 6.  | «All the Same» (acoustic)                          | Moore                       | 4:16     |  |
| 7.  | «White Balloons» (acoustic)                        | Anzai, Armato, James, Moore | 3:24     |  |
| 8.  | «So What I Lied» (acoustic) (Wal-Mart bonus track) | Anzai, Armato, James, Moore | 3:12     |  |